# Wolliger Scheidling
Der Wollige Scheidling (Volvariella bombycina) ist eine Pilzart aus der Gattung der Scheidlinge (Volvariella) in der Familie der Dachpilzverwandten (Pluteaceae).

## Merkmale

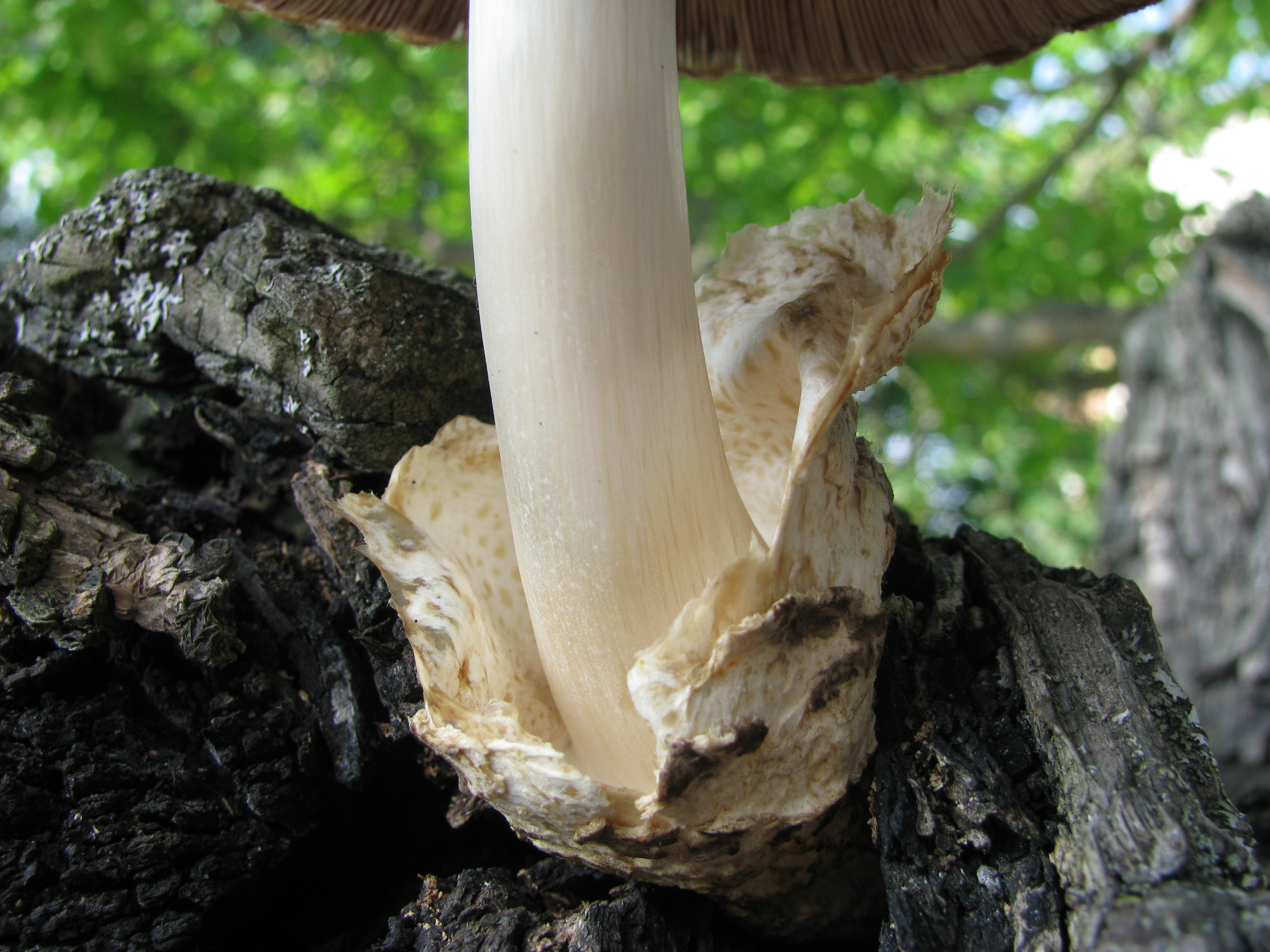
Volva

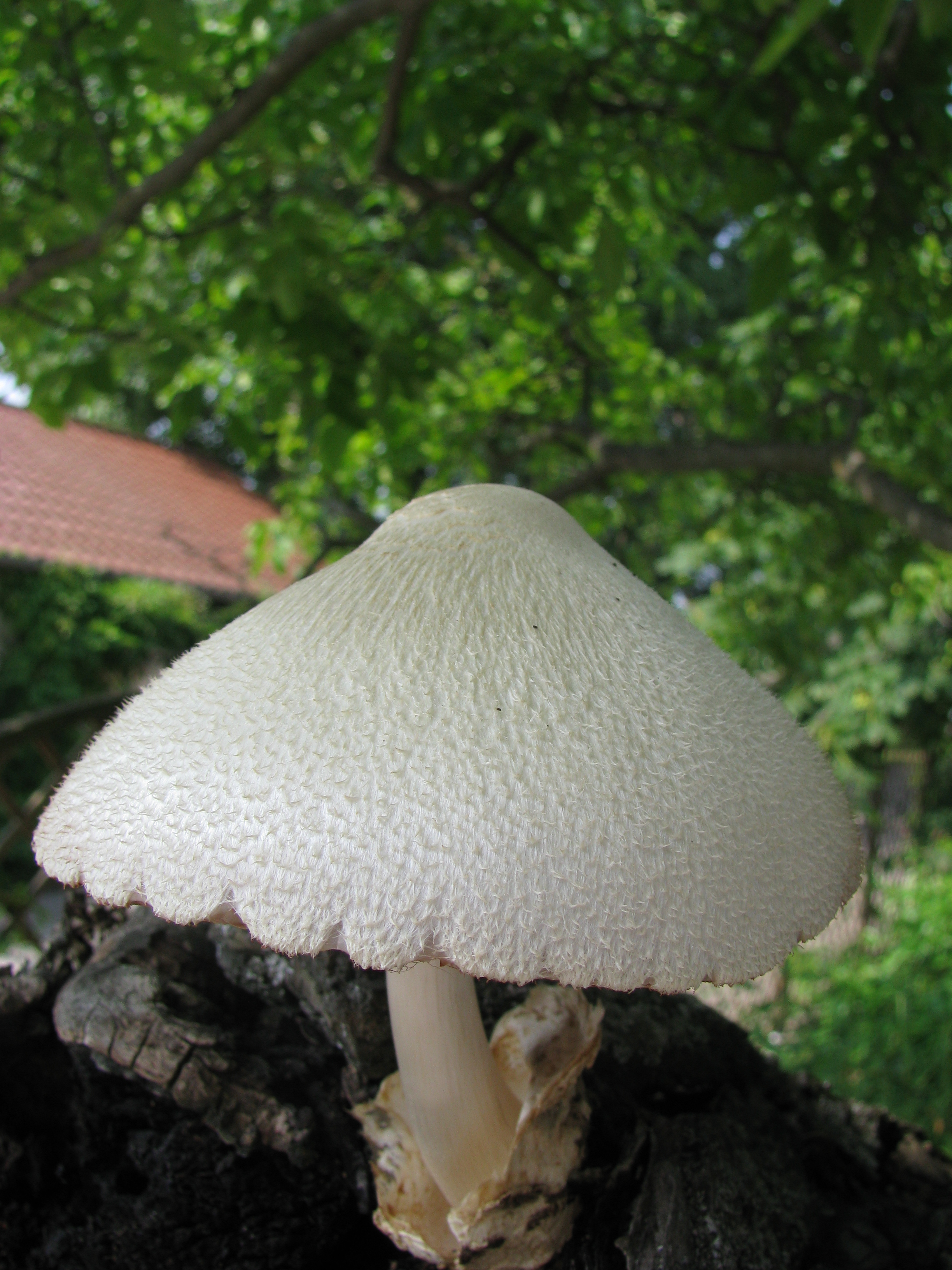
Hutstruktur

Der Wollige Scheidling bildet große (Hutdurchmesser 5 bis 12, in Ausnahmefällen bis 20 Zentimeter) in Hut und Stiel gegliederte Fruchtkörper. Der dünnfleischige Hut ist jung halbkugelig bis kugelig und wird im Alter kegelig bis glockig-konvex, alt auch ausgebreitet mit stumpfem Buckel. Die Hutoberfläche ist weiß bis cremefarben und fein seidig, mit radial angeordneten anliegenden oder schwach abstehenden Faserschüppchen bedeckt. Die Varietät flaviceps ist schon jung gelblich gefärbt. Der Hutrand überragt die Lamellen. Die Lamellen stehen sehr gedrängt, sie werden 8 bis 10 Millimeter breit; jung sind sie weiß, im Alter rosa bis bräunlich gesprenkelt. Der Stiel ist voll und brüchig, er wird 6 bis 20 Zentimeter lang und 0,7 bis 2 Zentimeter dick, er besitzt keinen Ring, ist an der Basis keulig verdickt und erscheint wie in die Volva eingepfropft. Seine Oberfläche ist weißlich und wird im Alter leicht ockerfarben. Die aus dem Velum universale hervorgehende sackartige und häutige Volva reicht meist bis zur Mitte des Stieles, sie ist lappig aufgerissen, dauerhaft und dickhäutig, jung weißlich, später ockergelblich bis bräunlich, außen teilweise felderig aufreißend. Die Volva steckt häufig tief im Substrat.

## Ökologie
Der Wollige Scheidling ist ein saprobiontischer bis parasitischer Bewohner von Holz noch lebender, stehender oder bereits gefällter Bäume. Er kann aus Stammwunden und Stammhöhlen in einigen Metern Höhe erscheinen. Seine Fruchtkörper treten gelegentlich auch an Wurzeln und aus morschen Stümpfen hervor. Der zur Fruktifikation wärmeliebende Pilz bewohnt natürlicherweise Auwälder. Doch wird er auch aus Parkanlagen, Friedhöfen und an Straßenrändern gemeldet. Als Substrat dienen seinem gegen Kälte angeblich sehr widerstandsfähigen Myzel verschiedene Laubhölzer, zum Beispiel Ahorn, Rosskastanie, Walnuss, Pappel, Hainbuche und andere Arten. Die Varietät maxima wächst auch an Nadelholz. Die einzeln oder in kleinen Büscheln hervortretenden Fruchtkörper erscheinen in Mitteleuropa von Juni bis Oktober.

## Verbreitung
Der Wollige Scheidling ist in Australien, Südafrika, Südamerika und der Holarktis verbreitet. In der Holarktis ist die Art in den meridonalen bis temperaten Regionen verbreitet, sie wurde im Kaukasusgebiet, Südsibirien, Japan, den USA und Kanada gefunden. 
In Europa kommt sie von Süd- und Südosteuropa bis zu den Beneluxländern und England, nördlich in Fennoskandien bis zum 60, gelegentlich auch bis zum 61. Breitengrad vor. In Osteuropa wird sie in Belarus und in Russland bis zum Ural gefunden. In Deutschland kommt die Art im gesamten Gebiet selten vor.

## Bedeutung
Der Wollige Scheidling ist essbar, sollte aber wegen seiner Seltenheit geschont werden. Er ist durch das Entfernen absterbender, toter und umgestürzter Bäume potentiell gefährdet.